# Brandon (nome)
Brandon  è un nome proprio di persona inglese maschile.

## Varianti
- Maschili: Branden[1][2]
  - Ipocoristici: Bran[2], Brandy[2]

## Origine e diffusione
Riprende il cognome inglese Brandon o Branton, tratto a sua volta dal nome di Brandon, una cittadina del Suffolk. Etimologicamente, il toponimo è composto dai termini inglesi antichi brōm ("ginestra") e dun ("collina"), e ha quindi il significato di "collina coperta di ginestre".
Talvolta viene considerato una variante di Brendan, sebbene l'origine dei due nomi sia diversa.

## Onomastico
L'onomastico può essere festeggiato il primo di novembre, festa di Ognissanti, non essendovi santi con questo nome che è quindi adespota.

## Persone

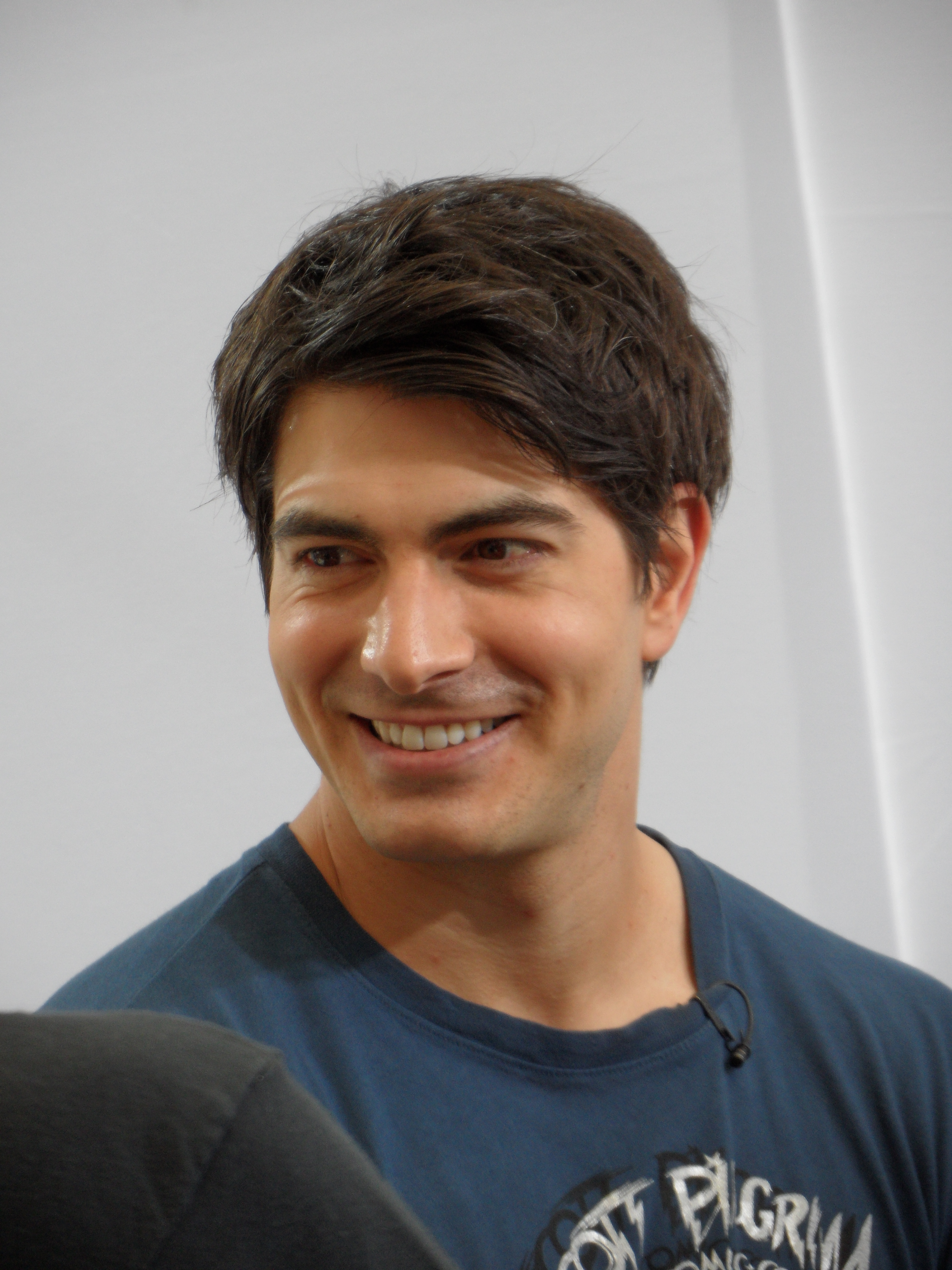
Brandon Routh

- Brandon Bass, cestista statunitense
- Brandon Carter, fisico australiano
- Brandon De Wilde, attore statunitense
- Brandon Flowers, cantante e tastierista statunitense
- Brandon Hardesty, attore e comico statunitense
- Brandon T. Jackson, attore statunitense
- Brandon Jennings, cestista statunitense
- Brandon Lee, attore e artista marziale statunitense
- Brandon Routh, attore statunitense
- Brandon Roy, cestista statunitense
- Brandon Sanderson, scrittore statunitense
- Brandon Teena,ragazzo transgender statunitense vittima di un caso di omicidio

### Variante Branden
- Branden Albert, giocatore di football americano statunitense
- Branden Steineckert, batterista statunitense

## Il nome nelle arti
- Brandon Shaw è un personaggio del film Nodo alla gola, diretto da Alfred Hitchcock.
- Brandon Stark è un personaggio della serie di romanzi Cronache del ghiaccio e del fuoco, scritta da George R. R. Martin.
- Brandon Walsh è un personaggio della serie televisiva Beverly Hills 90210.